# Setcomelles
Setcomelles és una muntanya a cavall dels termes municipals d'Abella de la Conca, del Pallars Jussà, i de Coll de Nargó, de l'Alt Urgell, en aquest darrer cas en terres de l'antic terme de Montanissell.
És just al nord del Coll de Bóixols, a la carretera L-511, i s'estén cap al nord pel Tossal del Turnó, el Roc del Quer i la Roca Llisa. Aquesta zona fa de divisòria entre les valls del riu de Pujals i del riu d'Estany.
Aquest cim conté el vèrtex geodèsic 265088001.

## Etimologia
Setcomelles és un topònim compost de dos elements: set i comelles.
Pel que fa a la primera part, Joan Coromines explica que set pot tenir dos orígens (n'excloem, en aquest cas, un tercer, d'arrel aràbiga); d'una banda, el numeral set, procedent del llatí septem, amb el mateix significat, nombre que sovint és emprat amb valor màgic o com a expressió de pluralitat; de l'altra, del llatí saeptum, amb el significat de clos o tanca, relacionat amb la ramaderia, que molt bé podria ser el cas de Setcomelles.
Respecte de la segona, el mateix autor cita com a origen el mot romànic coma (del llatí cumba), vall entre muntanyes o vall poc profunda, expressat en diminutiu: comella. També podria procedir per hipercorrecció, de cumba media (coma mitjana), que donaria comeia.